# Erik Per Sullivan
Erik Per Sullivan (Worcester, 12 luglio 1991) è un attore statunitense.

## Biografia
Nato a Worcester da Fred e Ann Sullivan, quest'ultima di origini svedesi, vive a Milford con la famiglia.
Uno dei suoi ruoli più noti è quello del protagonista di Wendigo. Ha anche interpretato il bambino presente ne L'amore infedele - Unfaithful e il ruolo di un orfano, Fuzzy, in Le regole della casa del sidro, offrendo una intensa prova attoriale e commuovendo gli spettatori.
Nel 2000 è scelto per il ruolo di Dewey, il fratello più piccolo del protagonista, nel telefilm Malcolm, che manterrà per molto tempo, conquistandosi le simpatie del pubblico tanto che il suo personaggio, all'inizio secondario, è andato sempre più assumendo rilievo. Ha inoltre partecipato al film Fuga dal Natale interpretando Spike. Nel film d'animazione Alla ricerca di Nemo ha dato la voce a Varenne, un cavalluccio marino allergico all'acqua.
Nel 2010 recita nel film di Joel Schumacher Twelve, prima di ritirarsi definitivamente dalle scene nello stesso anno.

## Filmografia

### Cinema
- Le regole della casa del sidro (1999)
- Wendigo, regia di Larry Fessenden (2001)
- Le avventure di Joe Dirt (2001)
- L'amore infedele - Unfaithful (2002)
- Fuga dal Natale (2004)
- Mo (2008)
- Twelve (2010)

### Televisione
- Malcolm - serie TV (2000-2006)

### Doppiatore
- Alla ricerca di Nemo (2003)
- Arthur e il popolo dei Minimei (2006)

## Doppiatori italiani
Nelle versioni in italiano delle opere in cui ha recitato, Erik Per Sullivan è stato doppiato da:
- Gemma Donati in Le regole della casa del sidro
- Francesca Manicone in Malcolm (st. 1-5)
- Furio Pergolani in Malcolm (st. 6-7)
- Jolanda Granato in Wendigo
- Flavio Aquilone ne L'amore infedele - Unfaithful
- Tommaso Gatto in Fuga dal Natale
- Teo Achille Caprio in Le regole della casa del sidro (ridoppiaggio)

Da doppiatore è stato sostituito da:
- Mattia Nissolino in Alla ricerca di Nemo